# Hyllus pupillatus
Hyllus pupillatus là một loài nhện trong họ Salticidae.
Loài này thuộc chi Hyllus. Hyllus pupillatus được Johan Christian Fabricius miêu tả năm 1793.